# Tarik Tissoudali
Tarik Tissoudali (ur. 2 kwietnia 1993 w Amsterdamie) – marokański piłkarz grający na pozycji napastnika.

## Sukcesy
Sukcesy w karierze klubowej:
- Eerste klasse B – 1x, z Beerschot VA, sezon 2019/2020